# جورج ك. شيرمان
جورج ك. شيرمان (بالإنجليزية: George C. Sherman)‏ هو محامي وسياسي أمريكي، ولد في 14 ديسمبر 1799، وتوفي في 23 أبريل 1853. حزبياً، نشط في الحزب الديمقراطي. وقد انتخب عضو مجلس ولاية نيويورك.